# Церковь Святой Анны (Линторф)
Церковь Святой Анны (нем. St. Anna, Ratingen-Lintorf) — римско-католическая приходская церковь в районе Линторф ганзейского города Ратинген (земля Северный Рейн-Вестфалия), относящаяся к архиепархии Кёльна; трехнефная базилика в неороманском стиле, построенная на месте церкви предшественницы XI века, была возведена в 1878 — включена в список памятников архитектуры в 1985.

## История и описание
В XI—XII веках в Линторфе была построена романская церковь; зависимый приход относился к церкви Святых Апостолов Петра и Павла в Ратингене — только в XV веке Линторф стал самостоятельным приходом. Со временем старое здание церкви стало слишком тесным для прихожан, который начитывалось до тысячи человек. Кроме того в ходе Тридцатилетней войны — в 1632 году — храм был разграблен и опустошен солдатами-наемниками Готфрида Паппенгейма.
Пастор Бернхард Шмитц, руководивший приходом в период с 1875 по 1902 год, пришёл к выводу, что старая церковь не подлежит ремонту. С этим был согласен и его предшественник, Иоганн Генрих Шеншайдт, который уже составил план строительства новой церкви и заложил основу для его финансирования — за счет пожертвований местных лордов. На рубеже 1876—1877 годов средневековая церковь была разрушена по причине своей «ветхости». Фотографий того здания не обнаружено. Уже в 1875 году была построена деревянная временная церковь.
Строительство нового неороманского храма, начатое в мае 1877 года, велось по проекту кельнского архитектора Августа Карла Ланге (1834—1884), который уже спроектировал в регионе целый ряд сакральных и светских здания как в неоготическом, так и в неороманском стиле. 28 июля 1878 года — в день святой Анны — церковь была «благословлена», по поводу чего был издан специальный журнал. Событие произошло во времена активной компании Культуркампфа — когда сам кельнский архиепископ Пауль Лудольф Мельхерс находился в ссылке. В результате освящение храма произошло только 14 августа 1893 года: его провёл вспомогательный епископ, кардинал Антон Хуберт Фишер. В 1901 году церковь была расписана членом Союза святого Луки, художником Генрихом Нютгенсом (1866—1951).
В качестве дома священника рядом был построен дом «Старый Веденхоф» (Alte Wedenhof, 1831), который простоял до 1972 года — пока не был снесен и заменен новым зданием на улице Ам-Риттерскамп (Am Ritterskamp). В период с 1960 по 2003 год к приходу относился и обширный зал «Haus Anna» на улице Крумменвегер-штрассе. Запланированное строительство нового приходского центра не было реализовано.
В церкви Святой Анны сохранился колокол, отлитый в 1484 году, дубовая пьета XV века и изображение Мадонны начала XVI века, стоявшие в старом здании. Два средневековых колокола были расплавлены в период Второй мировой войны, в 1944 году. Сегодняшний церковный орган датируется 1983 годом и является третьим для храма: первый инструмент был создан в 1886 года и был заменен в 1937. В 1947 году хор церкви в Линторфе получил новые витражные окна, созданные по проекту Вильгельма Дерикса (1837—1919), а в 1948 и 1949 годах неф был также оборудован новыми витражами. В 1950 году церковь получила два новых колокола, а в 1954 — новый главный алтарь. В 1985 году неизвестные лица разбили два витража камнями; 31 августа 2004 года в церкви появились первые часы.